# Johan Ulfstjerna (film, 1923)
Johan Ulfstjerna är en svensk stumfilm från 1923 i regi av John W. Brunius. 

## Om filmen
Filmen premiärvisades 29 september 1923. Filmen spelades in i Filmstaden Råsunda med exteriörer från Helsingfors, Finland av Hugo Edlund.  
Som förlaga har man Tor Hedbergs pjäs Johan Ulfstjerna som uruppfördes på  Svenska Teatern i Stockholm 1907. Hedberg baserade sin pjäs på händelserna i Helsingfors den 16 juni 1904, då den finske studenten Eugen Schauman sköt den ryske generalguvernören Nikolaj Bobrikov och sedan tog sitt eget liv.  Pjäsen har senare utnyttjats som förlaga för Gustaf Edgrens inspelning av Johan Ulfstjerna från 1936. 
Filmen var länge försvunnen men 1993 återfanns en kopia. I dag finns en visningsbar kopia i Filminstitutets filmarkiv.

## Rollista i urval
- Ivan Hedqvist – Johan Ulfstjerna, diktare
- Anna Olin – Adelaide, hans hustru
- Einar Hanson – Helge, deras son
- Mary Johnson – Agda Gauvin
- John Ekman – guvernören
- Rudolf Wendbladh – Reback, sammansvuren
- Albion Örtengren – typograf Gauvin, Agdas far
- Gösta Hillberg – generalsekreteraren
- Berta Hillberg – Ulfstjernas jungfru
- Nils Ohlin – en sammansvuren
- Bengt Djurberg – en sammansvuren
- Ollars-Erik Landberg – en sammansvuren
- Paul Seelig – en sammansvuren
- Olle Hilding – en sammansvuren
- Axel Högel – en sammansvuren

## Musik i filmen
Vid premiären på biograf Palladium i Stockholm spelade Palladiums orkester ett musikarrangemang av Otto Trobäck.